# Programa espacial soviètic
S'engloben sota l'etiqueta de programa espacial soviètic les iniciatives astronàutiques desenvolupades per l'URSS des del 1931 fins al moment de la seva dissolució el 1991.
Les ambicions espacials russes començaren al segle xix, tingueren els seus primers estudis teòrics al principi del segle xx i es desenvoluparen principalment durant la Guerra Freda a la Unió Soviètica. Els soviètics foren pioners de la cursa espacial en ser els primers a enviar un satèl·lit (Spútnik 1), una criatura viva (Laika), un home a l'espai (Gagarin), sondes interplanetàries a Mart (Marsnik 1) i Venus (Venera 1) i en crear estacions espacials permanents.
El 4 d'octubre del 1957, el satèl·lit Spútnik 1 fou llançat amb èxit per un coet R-7. El primer satèl·lit artificial posat en òrbita sorprengué els estatunidencs, que ràpidament crearen la NASA per desenvolupar el seu programa espacial i intentar atrapar els soviètics.
El principal enginyer encarregat fou Serguei Koroliov. Tingué un gran equip, un altre membre destacat fou Borís Ievseièvitx Txertok, que estigué encarregat del desenvolupament de sistemes de guiatge i control.
Un mes després, el 3 de novembre del 1957, la gossa Laika fou enviada a l'espai a bord del Spútnik 2. L'objectiu de la missió fou monitorar els efectes d'un viatge a l'espai en un ésser viu. Laika fou la primera criatura viva en orbitar la Terra.
El 12 de juliol del 2007, Rússia celebrà el 100 aniversari del naixement de Serguei Koroliov, el president Vladímir Putin li entregà reconeixements i flors a la filla del pare del programa espacial.

## Projectes i assoliments

### Projectes
- Estacions espacials Almaz
- Satèl·lits Kosmos
- Satèl·lit Foton
- Luna: sobrevols de la lluna, orbitadors, impactes, aterradors, rovers, retorns de mostres.
- Programa Mars
- Satèl·lits meteorològics Meteor
- Satèl·lits de comunicacions Molniya
- Estació espacial Mir
- Programa de satèl·lits Proton
- Programa de sondes Phobos
- Estacions espacials Saliut
- Nau espacial del Programa Soiuz
- Satèl·lits Sputnik
- Nau espacial TKS
- Programa Venera
- Programa Vega: programa de sondes de Venus i el cometa Halley
- Nau espacial del Programa Vostok
- Nau espacial del Programa Voskhod
- Programa Zond

### Grans assoliments
El Programa espacial soviètic va ser pioner en molts aspectes de l'exploració espacial:
- 1957: El primer míssil balístic intercontinental i vehicle de llançament orbital, el R-7 Semiorka.
- 1957: El primer satèl·lit, Sputnik 1.
- 1957: El primer animal en òrbita terrestre, el gos Laika a l'Spútnik 2.
- 1959: El primer coet encès a l'òrbita terrestre, primer objecte creat per l'home que escapa de la gravetat de la Terra, així com les primeres comunicacions de dades o telemetria cap i des de l'espai exterior, Luna 1. També va ser el primer objecte artificial que realitza una òrbita heliocèntrica i passa prop de la lluna.
- 1959: La primera sonda que va impactar la Lluna, Luna 2.
- 1959: Les primeres imatges del costat més llunyà de la Lluna, Luna 3.
- 1960: Els primers animals que van tornar amb seguretat de l'òrbita terrestre, els gossos Belka i Strelka al Sputnik 5.
- 1961: La primera sonda llançada a Venus, Venera 1.
- 1961: La primera persona a l'espai i en òrbita terrestre, Iuri Gagarin al Vostok 1, Programa Vostok.
- 1961: La primera persona a passar més de 24 hores a l'espai Guérman Titov, al Vostok 2.
- 1962: Primer vol espacial amb doble tripulació, Vostok 3 i Vostok 4.
- 1962: Primera sonda llançada a Mart, Mars 1.
- 1963: Primera dona a l'espai, Valentina Tereixkova, Vostok 6.
- 1964: Primera tripulació multipersona (3), Voskhod 1.
- 1965: Primera activitat extravehicular (EVA), d'Aleksei Leónov, Voskhod 2.
- 1965: Primer radiotelescopi a l'espai, Zond 3.
- 1965: Primera sonda que va colpejar un altre planeta del Sistema Solar (Venus), Venera 3.
- 1966: Primera sonda que va fer un aterratge suau i transmetre des de la superfície de la Lluna, Luna 9.
- 1966: Primera sonda en òrbita lunar, Luna 10.
- 1966: Primera imatge de tot el disc de la Terra, Molniya 1.
- 1967: Primer acoblament automàtic de dues naus a l'espai, Kosmos 186 i Kosmos 188.
- 1968: Primers éssers vius en arribar a la Lluna (vols circumlunars) i tornar il·lesos a la Terra, tortugues russes i altres formes de vida a Zond 5.
- 1969: Primer atracament entre dues embarcacions tripulades a l'òrbita terrestre i intercanvi de tripulacions, Soiuz 4 i Soiuz 5.
- 1970: Les primeres mostres de sòl es van extreure automàticament i van tornar a la Terra des d'un altre cos celeste, Luna 16.
- 1970: Primer rover espacial robòtic, Lunokhod 1 a la Lluna.
- 1970: Primer viatge interplanetari complet amb un aterratge suau i transmissió de dades útils. Dades rebudes de la superfície d'un altre planeta del Sistema Solar (Venus), Venera 7.
- 1971: Primera estació espacial, Saliut 1.
- 1971: Primera sonda que impacta la superfície de Mart, Mars 2.
- 1971: Primera sonda que va aterrar a Mart, Mars 3.
- 1971: Primera estació espacial armada, Almaz.
- 1975: Primera sonda que orbita Venus, realitza un aterratge suau, primeres fotos de la superfície de Venus, Venera 9.
- 1980: Primera persona asiàtica a l'espai, el cosmonauta vietnamita Pham Tuan a Soiuz 37; i Primer llatinoamericà, cubà i persona amb ascendència africana a l'espai, Arnaldo Tamayo Méndez a Soiuz 38
- 1984: Primer astronauta indi a l'espai, Rakesh Sharma a la Soiuz T-11 (estació espacial Saliut-7).
- 1984: primera dona que va caminar a l'espai, Svetlana Savitskaia (estació espacial Saliut 7).
- 1986: Primera tripulació que va visitar dues estacions espacials separades (Mir i Saliut 7).
- 1986: Primeres sondes per desplegar globus robòtics a l'atmosfera de Venus i per retornar imatges d'un cometa durant un sobrevol proper Vega 1, Vega 2.
- 1986: primera estació espacial amb tripulació permanent, Mir, 1986–2001, amb presència permanent a bord (1989–1999).
- 1987: Primera tripulació que va passar més d'un any a l'espai, Vladimir Titov i Musa Manarov a bord del Soiuz TM-4 – Mir.
- 1988: Primer vol totalment automatitzat d'un avió espacial (Buran).